# 中国2010年上海世界博览会印度尼西亚馆

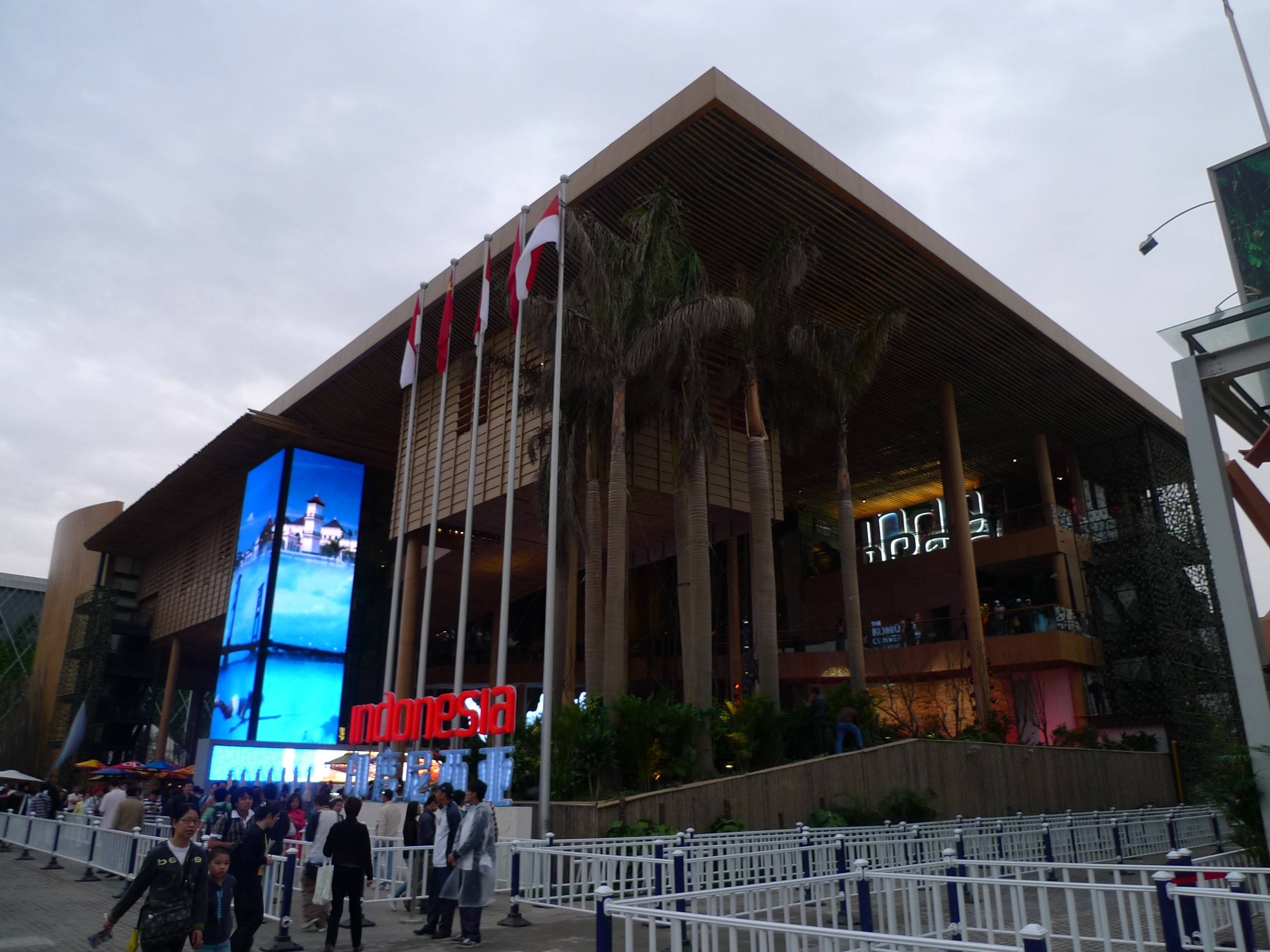
印度尼西亚馆

中国2010年上海世界博览会印度尼西亚馆，简称印度尼西亚馆（英文：Indonesia Pavilion at Expo 2010），是中国2010年上海世界博览会代表印度尼西亚的展馆，位于世博园区B片区。该展馆的主题为“生态多样性城市”，展馆面积4000平方米。该展馆主要展示郑和下西洋的历史，展馆内还展列了郑和雕像和印度尼西亚传统船只模型。